# Othos
Das Dorf Othos (griechisch Όθος (n. sg.)) liegt im Süden der griechischen Insel Karpathos.

## Lage
Othos liegt im Zentrum des südlichen Inselteils an der Verbindungsstraße zwischen Ost- und Westküste und ist mit 510 m ü. M. das höchstgelegene Dorf der Insel. Das Dorf Pyles liegt etwa 2 Kilometer südwestlich und Volada 1,5 Kilometer nordöstlich. Die Entfernung zur Stadt Karpathos fast 7 Kilometer südöstlich. Etwa einen Kilometer westlich liegt der Weiler Stes.
Als einzige Ortsgemeinschaft (Τοπική Κοινότητα) auf Karpathos hat Othos keinen Meerzugang. Angrenzende Ortsgemeinschaften sind Pyles im Westen Volada im Nordosten und mit einer Exklave im Südosten sowie Aperi im Osten und Menetes im Süden.

## Verwaltung
Nach dem Anschluss des Dodekanes an Griechenland wurde Othos als Landgemeinde (Κοινότητα Όθους Kinótita Óthous) anerkannt. Stes wurde 1991 als Siedlung anerkannt und eingemeindet. Im Jahr 1997 erfolgte die Zusammenlegung von sieben weiteren Landgemeinden zur damaligen Gemeinde Karpathos, dem heutigen Gemeindebezirk Karpathos. Durch die Verwaltungsreform 2010 wurden die ehemaligen Gemeinden der Insel zur neuen Gemeinde Karpathos (Δήμος Καρπάθου Dímos Karpáthou) zusammengeführt. Othos führt seitdem den Status einer Ortsgemeinschaft.
Einwohnerentwicklung von Othos
| Name     | griechisch        | Code       | 1947 | 1951 | 1961 | 1971 | 1981 | 1991 | 2001 | 2011 |
| -------- | ----------------- | ---------- | ---- | ---- | ---- | ---- | ---- | ---- | ---- | ---- |
| Othos    | Όθος (n. sg.)     | 6201010701 | 559  | 521  | 436  | 294  | 282  | 229  | 375  | 265  |
| Stes     | Στες (m. pl.)     | 6201010702 |      |      |      |      |      | 046  | 010  | 010  |
| Kallenes | Κάλλενες (m. pl.) | 6201010703 |      |      |      |      |      |      |      | 006  |
| Gesamt   | Gesamt            | 62010107   | 559  | 521  | 436  | 294  | 282  | 275  | 385  | 281  |

## Sehenswürdigkeiten
- In Othos befindet sich ein im Jahr 1989 eröffnetes Heimatmuseum sowie eine kleine Galerie des einheimischen Malers Ioannis Chapsis († Februar 2010).

- Der Innenraum der Kirche Metamorfosis tou Sotira (dt. Verwandlung des Erlösers) fasziniert durch die mit leuchtenden und kräftigen Farben bemalten Wände.

- Der Boden der Kimissis-Kapelle in der Mitte des Dorfes besteht aus kunstvoll verlegten Meereskieselsteinen. Neben der Kapelle sprudelt über einen kleinen Wasserfall frisches Quellwasser, welchem heilende Wirkung nachgesagt wird, in ein großes Brunnenbecken. Die neben der Brunnenanlage stehende Büste zeigt den 1877 in Othos geborenen Volkskundler Michaelides Nouaros.